# Зотов, Владимир Рафаилович
Влади́мир Рафаи́лович Зо́тов (22 июня (4 июля) 1821, Санкт-Петербург — 6 (18) февраля 1896) — русский писатель и журналист.

## Биография
Сын Рафаила Михайловича Зотова; родился 22 июня (4 июля) 1821 года.
Воспитывался в Царскосельском лицее, откуда был выпущен в 1841 году. На службе пробыл до 1861 года, после чего посвятил себя исключительно литературе, работая в качестве поэта, драматурга, романиста, критика, историка, фельетониста и редактора разных изданий. Ещё будучи в лицее, помещал мелкие стихотворения в «Маяке» и «Северной Пчеле» и напечатал отдельным изданием поэму в стихах «Две колонны» (Александровская и Вандомская, СПб. 1841).
В 1842 году была поставлена на императорской сцене его первая драма в стихах «Святослав». Всего Зотов написал в стихах и прозе 41 театральную пьесу, из которых 27 были сыграны на русской сцене, среди них оригинальные драмы: «Новгородцы» (1844), «Жизнь Мольера» (1843), «Дочь Карла Смелого» (1843), «Сын степей» (1844), «Расин» (1851), «Шкипер» (СПб., 1844), «Чума в Милане» (1844).
Вместе с графом Соллогубом В. Р. Зотов написал либретто для рубинштейновской «Куликовской битвы». В 1856 году был премирован драматический пролог его «30-е августа 1856», на столетний юбилей русского театра.
Написал также много романов и повестей, разбросанных в «Репертуаре» (1842 и 1843), «Литературной газете» (1848 и 1849), «Отечественных записках»: «Вольтижёрка» (1849), «Старый дом» (1850 и 1851), «Докторша» (1865) и др.
В 1843 году редактировал «Театральную Летопись», в 1847 — «Литературную газету», с 1850 по 1856 гг. принимал деятельное участие в издании «Пантеона», работая в то же время в «Отечественных записках» и «Санкт-Петербургских Ведомостях», редакции Краевского, где помещал статьи по истории литературы и журналистики (1855—1857).
В «Сыне Отечества» Старчевского Зотов поместил много критических и политических статей и «Заграничные письма» (1857).
С 1858 года издавал и редактировал журнал «Иллюстрация», с 1862 года — газету «Иллюстрированный листок». В 1863 году объединил оба издания в «Иллюстрированную газету». Редактировал также «Иллюстрированную неделю», «Иллюстрированный вестник» и «Северное сияние», в котором почти один составлял статьи по истории русской литературе и прочим отделам. С 1873 года был секретарём редакции газеты «Голоса».
Позже В. Р. Зотов — постоянный сотрудник «Исторического вестника» и «Наблюдателя». Энциклопедически образованный, Зотов деятельно участвовал в лексикографических изданиях, был в 1861—1864 гг. помощником редактора «Энциклопедического словаря», почти единолично составил III том «Настольного словаря» Толя, в «Словаре» Березина поместил много статей и написал всю букву «Л» подряд до слова Литва.
Полезным трудом является его «История всемирной литературы» (1876—1882), составленная по важнейшим историко-литературным пособиям. Воспоминания Зотова помещены в «Историческом вестнике» (1890, № 1-6): «Петербург в сороковых годах». Очерк пятидесятилетия литературной деятельности Зотова там же, № 11, С. Шубинского.
По воспоминаниям Н. А. Морозова, был по рекомендации А. Ольхина хранителем архива партии «Народная воля».
Умер 6 (18) февраля 1896 года. Был похоронен на петербургском Успенском (впоследствии Северном) кладбище; могила утрачена в конце 1950-х — начале 1960-х годов..

## Адреса в Санкт-Петербурге
1849 год — дом М. Ф. Немковой — Никольская улица, 3.

## Сочинения
- Калиостро, его жизнь и пребывание в России // Русская старина, 1875. — Т. 12. — № 1. — С. 50—83.
- Лев Александрович Мей и его значение в русской литературе: (Критико-биогр. очерк): С 2 портр., автогр. и Библиографией сочинений Л. А. Мея, сост. П. В. Быковым] / В.Р. Зотов. — Санкт-Петербург: Н. Г. Мартынов, 1887.
- Либеральный цензор и профессор-пессимист. (Биографический очерк) // Исторический вестник. — 1893. — Т. 54. — № 10. — С. 194—210.
- Мемуары исчезнувшего // Исторический вестник, 1892. — Т. 48. — № 4. — С. 245—262.
- Надежда Дмитриевна Хвощинская. (Из воспоминаний старого журналиста) // Исторический вестник, 1889. — Т. 38. — № 10. — С. 93-108.
- Нестор русской журналистики // Исторический вестник, 1889. — Т, 38. — № 11. — С. 356—374.
- Общественная жизнь в Англии в конце прошлого века // Исторический вестник, 1886. — Т. 23. — № 2. — С. 432—465.; Ibid. — Т. 24. — № 4. — С. 193—221.
- Общественная жизнь в Англии в первое десятилетия XIX века // Исторический вестник, 1889. — Т. 35. — № 3. — С. 723—747.; Ibid. — Т. 36. — № 4. — С. 190—210; № 5. — С. 399—418.
- Петербург в сороковых годах. (Выдержки из автобиографических заметок) // Исторический вестник, 1890. — Т. 39. — № 1. — С. 29-53.; Ibid. — № 2. — С. 324—343; Ibid. — № 3. — С. 553—572; Ibid. — Т. 40. — № 4. — С. 93—115; Ibid. — № 5. — С. 290—319; Ibid. — № 6. — С. 535—559.
- Преступления печати // Исторический вестник, 1893. — Т. 51. — № 3. — С. 829—835.
- Сказания иноземцев о России XVIII столетия. Кавалер д Эон и его пребывание в Петербурге // Русская старина, 1874. — Т. 10. — № 8. — С. 743—771; Т. 11. — № 12. — С. 740—745.